# Chemometrie
Chemometria este o ramură a chimiei, mai exact a chimiei analitice, cu caracter interdisciplinar, care aplică metode matematice și statistice asupra datelor chimice, biochimice și medicale. Denumirea științei este dată în mod analog cu psihometria și econometria.

## Istoric
Termenul de chemometrie (engleză Chemometrics) a fost introdus de către chimistul suedez Svante Wold în anul 1971. La scurt timp după, acesta a fondat împreuna cu chimistul american Bruce Kowalsky Societatea Internațională de Chemometrie (engleză International Chemometrics Society).

## Tehnici
În chemometrie sunt utilizate unele metode moderne de statistică, precum sunt: calibrarea, design-ul experimental, analiza semnalelor și recunoașterea formelor, în special pentru acele date obținute ca parte a chimiei analitice și a analizei instrumentale. Alte metode includ: analiza de regresie, analiza în componente principale și algoritmii de grupare (clustering).

### Calibrarea
Multe probleme și aplicații de chemometrie necesită metodele de calibrare. Scopul acestora este de a dezvolta metode și modele care pot fi utilizate pentru a prezice anumite proprietăți de interes, pe baza unor proprietăți determinate în sistemele chimice (de exemplu, presiune, curgere, temperatură, spectre în infraroșu, spectre Raman, spectre RMN, spectre de masă, etc). Tehnicile utilizate în calibrarea multi-variabilă pot fi metode clasice sau metode inverse. Diferența dintre cele două constă în faptul că în calibrarea clasică modelele sunt rezolvate astfel încât ele să să fie capabile să descrie răspunsul analitic măsurat (de exemplu, spectre), în timp ce metodele inverse sunt rezolvate astfel încât ele să să fie capabile să prezică proprietatea de interes (de exemplu, concentrația). Pentru metodele inverse este adesea necesar să se cunoască mai puține detalii legate de sistemul chimic, și cel puțin teoretic (din punctul de vedere al erorii pătratice medii) ar oferi predicții superioare, astfel că tendința actuală este de a utiliza mai frecvent metodele inverse în calibrarea multi-variabilă.